# 山田方明
山田 方明（やまだ かたあき）は、戦国時代の武将。長門国大津郡の国人で、大内氏家臣。

## 生涯
享禄2年（1529年）12月22日、大内義隆から長門国豊西郡富成名の3町6段50歩の地を与えられる。天文7年（1538年）1月29日、方明の所望していた「掃部允」の官途の吹挙状を大内義隆から受ける。天文14年（1545年）8月10日、長門国大津郡日置庄立石名の16石2斗余りの所領の領有を大内義隆に認められる。
没年は不明だが、天文16年（1547年）8月16日に子の言輔が方明の後を継いで、長門国大津郡日置庄立石名の16石2斗余りの所領を相続しているため、方明はこの頃に死去または隠居したものと考えられる。